# ناوگان دریای شمال
ناوگان دریای شمال (انگلیسی: North Sea Fleet؛ ‏چینی ساده: 北海舰队) سه ناوگان از نیروی دریایی ارتش آزادی‌بخش خلق است که تحت نظر «فرماندهی جبهه شمالی» فعالیت می‌کند. این ناوگان از سال ۱۹۵۰ و به دنبال خروج نیروی دریایی شوروی از پورت آرتور تشکیل شد و اینک ناو هواپیمابر لیائونینگ و زیردریایی‌های هسته‌ای در اختیار دارد. مقر اصلی این ناوگان چینگ‌دائو است.
به لحاظ تاریخی، ناوگان دریای شمال در میان سه ناوگان نیروی دریایی چین، تواناترینِ آنهاست و اولین ناوگان در چین بود که ناوشکن‌ها، موشک‌های مستقر در ساحل و زیردریایی‌های هسته ای را به کار گرفت.